# Marcos Acuña
Marcos Javier Acuña (sinh ngày 28 tháng 10 năm 1991) là một cầu thủ bóng đá chuyên nghiệp người Argentina hiện đang thi đấu ở vị trí hậu vệ trái cho câu lạc bộ Argentine Primera División River Plate và đội tuyển bóng đá quốc gia Argentina.

## Sự nghiệp quốc tế
Vào ngày 15 tháng 11 năm 2016, Acuña có trận ra mắt trong màu áo đội tuyển bóng đá quốc gia Argentina trong trận đấu vòng loại World Cup 2018 chống lại đội tuyển bóng đá quốc gia Colombia. Anh cũng là thành viên của đội tuyển Argentina giành chiến thắng tại Copa América 2021.
Acuña đã đại diện cho đội tuyển Argentina tại World Cup 2018 tại Nga và World Cup 2022 tại Qatar. Anh đã giành chiến thắng tại giải đấu World Cup 2022 và tham gia vào tất cả các trận đấu trừ trận bán kết với đội tuyển bóng đá quốc gia Croatia, trong trận này anh bị treo giò.

## Danh hiệu

### Câu lạc bộ
Racing Club
- Argentine Primera División: 2014

Sporting CP
- Taça de Portugal: 2018–19[12]
- Taça da Liga: 2017–18, 2018–19[13]

Sevilla
- UEFA Europa League: 2022–23[14]

### Đội tuyển quốc gia
Argentina
- FIFA World Cup: 2022[15]
- Copa América: 2021, 2024[16]
- Siêu cúp Liên lục địa CONMEBOL–UEFA: 2022[17]